# Bundesstraße 19
De Bundesstraße 19 (ook wel B19) is een weg (bundesstraße) in Duitsland die loopt door de deelstaten: Thüringen, Baden-Württemberg en Beieren.
De B19 begint bij Eisenach en loopt verder langs de steden Meiningen, Schweinfurt, Würzburg, Bad Mergentheim, Schwäbisch Hall, Aalen, Heidenheim an der Brenz, Ulm, Kempten en verder naar Oberstdorf bij de Oostenrijkse grens. De B19 is ongeveer 529 km lang.

## Hoofdbestemmingen
- Eisenach
- Barchfeld
- Meiningen
- Poppenhausen
- Würzburg
- Bad Mergentheim
- Kupferzell
- Schwäbisch Hall
- Aalen
- Heidenheim an der Brenz
- Herbrechtingen
- Ulm
- Kempten
- Sonthofen
- Oberstdorf

B2 · B2a · B2R · B3 · B4 · B4R · B8 · B10 · B11 · B12 · B13 · B13n · B14 · B15 · B15n · B16 · B17 · B18 · B19 · B20 · B21 · B22 · B23 · B25 · B26 · B26a · B27 · B28 · B28a · B29 · B30 · B31 · B31a · B32 · B33 · B33a · B34 · B35 · B36 · B37 · B38 · B38a · B39 · B44 · B45 · B47 · B85 · B89 · B131n · B173 · B276 · B278 · B279 · B285 · B286 · B287 · B289 · B290 · B291 · B292 · B293 · B294 · B295 · B296 · B297 · B298 · B299 · B300 · B301 · B302 · B303 · B304 · B305 · B306 · B307 · B308 · B309 · B310 · B311 · B312 · B313 · B314 · B315 · B316 · B317 · B318 · B319 · B340 · B378 · B388 · B415 · B425 · B426 · B462 · B463 · B464 · B465 · B466 · B467 · B468 · B469 · B470 · B471 · B472 · B491 · B492 · B500 · B505 · B512 · B523 · B532 · B533 · B535 · B588 · B999
B1 · B2 · B4 · B6 · B6n · B7 · B19 · B27 · B62 · B71 · B71n · B79 · B80 · B81 · B84 · B85 · B86 · B87 · B88 · B89 · B90 · B91 · B92 · B93 · B94 · B95 · B96 · B97 · B98 · B99 · B100 · B101 · B107 · B115 · B156 · B169 · B170 · B171 · B172 · B172a · B172b · B173 · B174 · B175 · B176 · B178 · B180 · B181 · B182 · B183 · B183a · B184 · B185 · B186 · B187 · B187a · B188 · B189 · B190 · B190n · B242 · B243 · B244 · B245 · B245a · B246 · B246a · B247 · B248 · B248a · B249 · B250 · B278 · B280 · B281 · B282 · B283 · B285